# Vakuumkammer

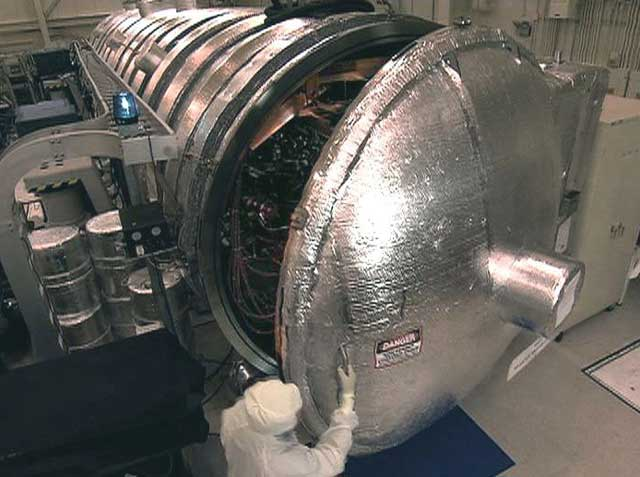
Geöffnete Vakuumkammer

Eine Vakuumkammer ist ein hermetisches Behältnis, aus dem Luft oder andere Gas(gemisch)e mittels einer Vakuumpumpe entfernt werden können.
Anwendung finden Vakuumkammern beispielsweise in der Materialprüfung und der Aufschäumtechnik. Egal ob Elektromotoren, empfindliche Sensoren oder alltäglich Gegenstände wie Batterien und Akkus, die meisten Bauteile müssen heutzutage einen Transport in Flugzeugen überstehen. Um dies vorher zu testen, wird mittels einer Vakuumkammer eine sogenannte Höhensimulation durchgeführt. Hierbei wird über mehrere Stunden ein Druck von bis zu 116 mbar erzeugt, dem das Bauteil standhalten muss, auch Druckschwankungen werden darin simuliert.
Bei besonders empfindlichen Bauteilen ist die Materiallagerung in einer Vakuumkammer zu empfehlen. Durch das hier herrschende Vakuum ist das Bauteil völlig unabhängig von den gegebenen Umwelteinflüssen. So wird beispielsweise eine Kontamination mit Partikeln oder Luftfeuchtigkeit vermieden. Zusätzlich werden Vakuumkammern im Bereich der Aufschäumtechnik eingesetzt. Auch jeder Teilchenbeschleuniger enthält, wie auch viele andere physikalische Apparaturen, eine (meist nicht so bezeichnete) Vakuumkammer. Um flüchtige Stoffe an Materialien zu eliminieren, wird in einer Vakuumkammer eine Vakuumentgasung durchgeführt.
Eine weit verbreitete Anwendung für Vakuumkammern findet sich in der Abfallentsorgung, wo hygienisch bedenkliche Abfälle unter Vakuum versiegelt werden, beispielsweise zur Entsorgung von Inkontinenzabfällen in Einrichtungen der Altenpflege.
Die größte Vakuumkammer der Welt befindet sich im Glenn Research Center der NASA. Sie wurde als Drehort für das S.H.I.E.L.D.-Hauptquartier im Film Marvel’s The Avengers verwendet.